# Asociación de Fútbol de Kiribati
La Asociación de Fútbol de las Islas Kiribati (en inglés: Kiribati Islands Football Federation; abreviado KIFF) es el organismo rector del fútbol en Kiribati. Fue fundada en 1980 y desde 2008 es miembro asociado de la Confederación de Fútbol de Oceanía al no ser miembro de la FIFA, federación a la que planea ingresar en 2015. Organiza el torneo local, así como la selección nacional masculina y la de futsal.